# Trevenzuolo
Trevenzuolo là một đô thị với dân số khoảng 2.431 người thuộc tỉnh Verona, Italia.